# متحف نادي برشلونة
متحف نادي برشلونة متحف يتبع نادي برشلونة تم افتتاحة في تاريخ 24 سبتمبر من العام 1984 بعهد رئيس النادي حينها خوسيه لويس نونيز ويقع ببناء ملاصق لملعب الكامب نو معقل النادي الكاتلوني في مدينة برشلونة الإسبانية، في عام 2000 وبعهد رئيس النادي حينها خوان جاسبارت تم تغير أسم المتحف ليصبح متحف نونيز تكريما لرئيس النادي الأسبق خوسيه نونيز الذي رأس النادي مدة 22 عام بين عامي 1978 حتى عام 2000, يقع المبنى على أرض مساحتها 3550 متر مربع وهو مكون من طابقين.

## تاريخ
تولدت فكرة إنشاء متحف خاص لنادي برشلونة في العشرينيات من القرن الماضي في عهد مؤسس النادي خوان جامبر، لكن لسبب ما تاجلت هذه الفكرة إلى أوائل الثمانينيات من القرن المنصرم في عهد الرئيس خوسيه لويس نونيز. جرت للمتحف عدة تكبيرات في الأعوام 87 و94 و98 لتصبح مساحتة 3550 متر مربع.

## مقتنيات المتحف
يضم المتحف الكؤوس المختلفة التي حققها النادي وفي مختلف البطولات سواء ما يتعلق منها بكرة القدم أو الألعاب الأخرى التي تمارس في النادي بالإضافة إلى لائحة الشرف لصور الرؤساء والمدربين الذين تعاقبوا على رئاسة النادي وتدريبة المتحف مزود بتكنولوجيا متقدمه وتقنية فائقة الجودة باستخدام الليزر، والمتحف مزود كذلك بعدد من شاشات العرض، لعرض الصور ولقطات الفيديو للحظات والأحداث الهامة في تاريخ النادي وبعض الإحصائيات الخاصة بالنادي ولاعبية، وكذلك يوجد في المتحف بعض المقتنيات التي تم استخدامها من قبل اللاعبين على مر التاريخ كالملابس والاحذية والكرات وما شابة، يشهد المتحف حركة نشيطة من قبل الزوار فقد سجل العام 2010 دخول ما يناهز عن 1.3 مليون زائر وهو مقصد رياضي هام لكل المهتمين بشؤون النادي الكاتلوني، كذلك يضم المتحف أعمال فنية لرسامين ونحاتين نشأوا في أقليم كاتالونيا أمثال سلفادور دالي وبابلو بيكاسو وخوان ميرو وخوسية ماريا سوبيراشس وأنتونيو تابيز كل ذلك يتم مع إيقاع الموسيقة الهادئة المنتقاة لتتوائم مع ما يُعرض داخل المتحف.

## معرض الصور

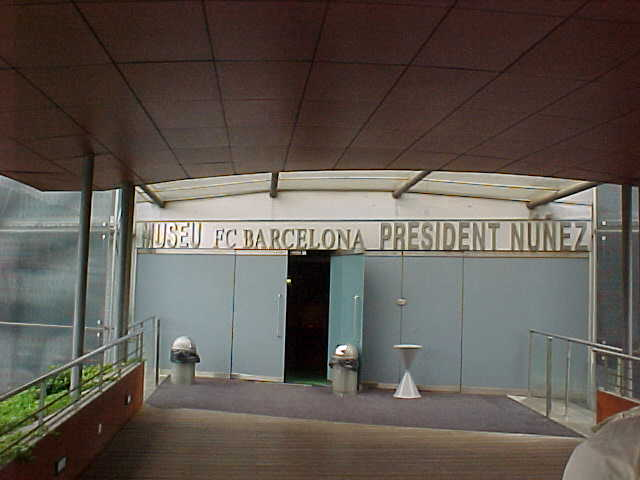
مدخل المتحف
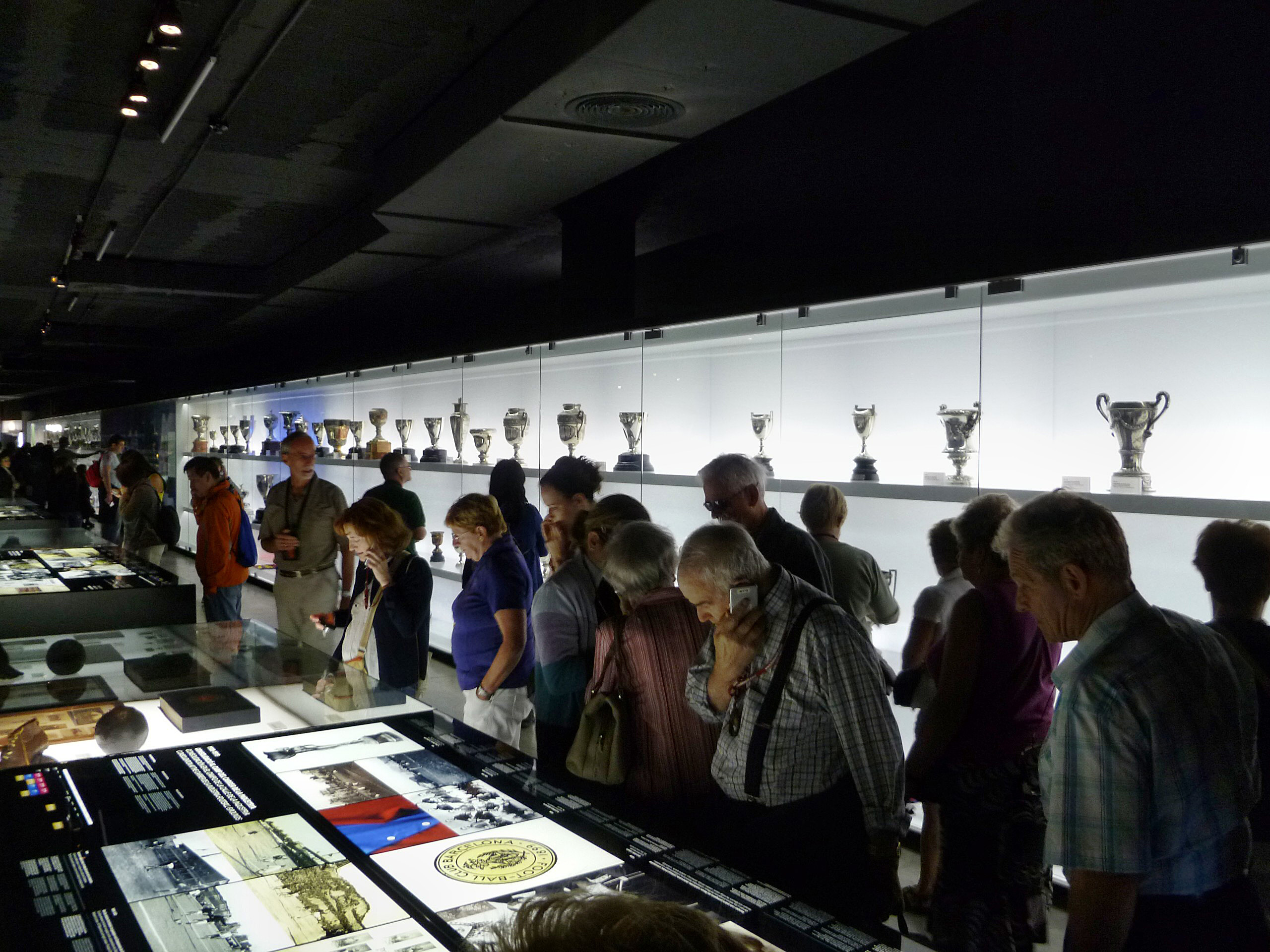
صورة من داخل المتحف
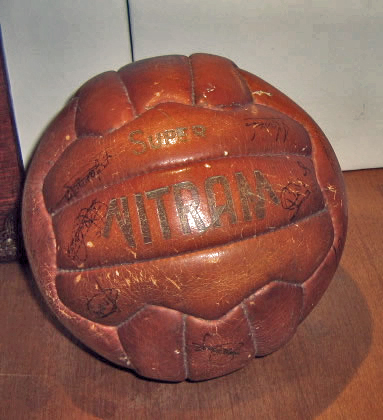
الكرة التي استعملت في نهائي كأس المعارض الأوروبية عام 1958 وفاز بها برشلونة
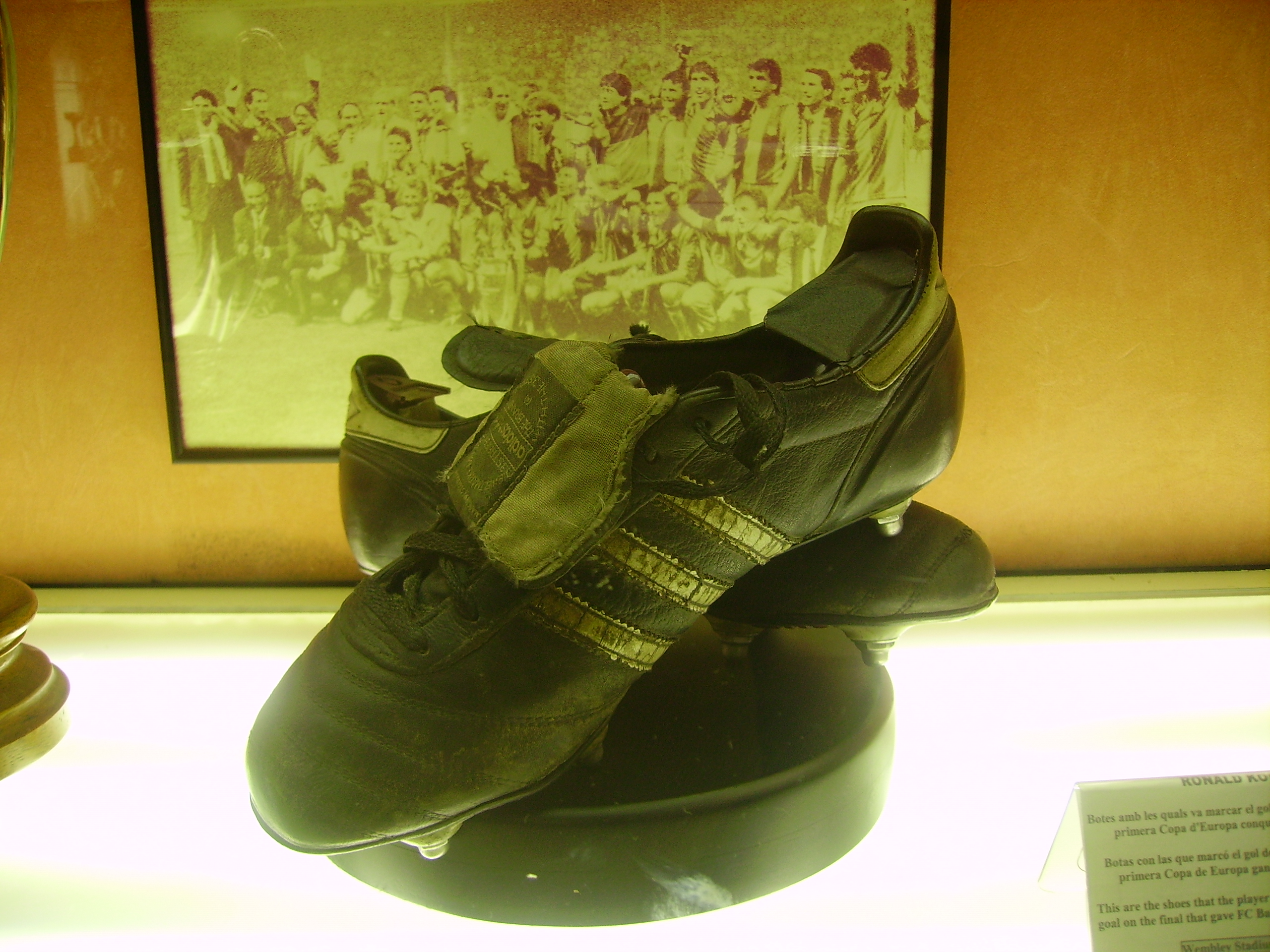
حذاء اللاعب الهولندي رونالد كويمان الذي أحرز هدف الفوز في نهائي دوري أبطال أوروبا 1991-1992
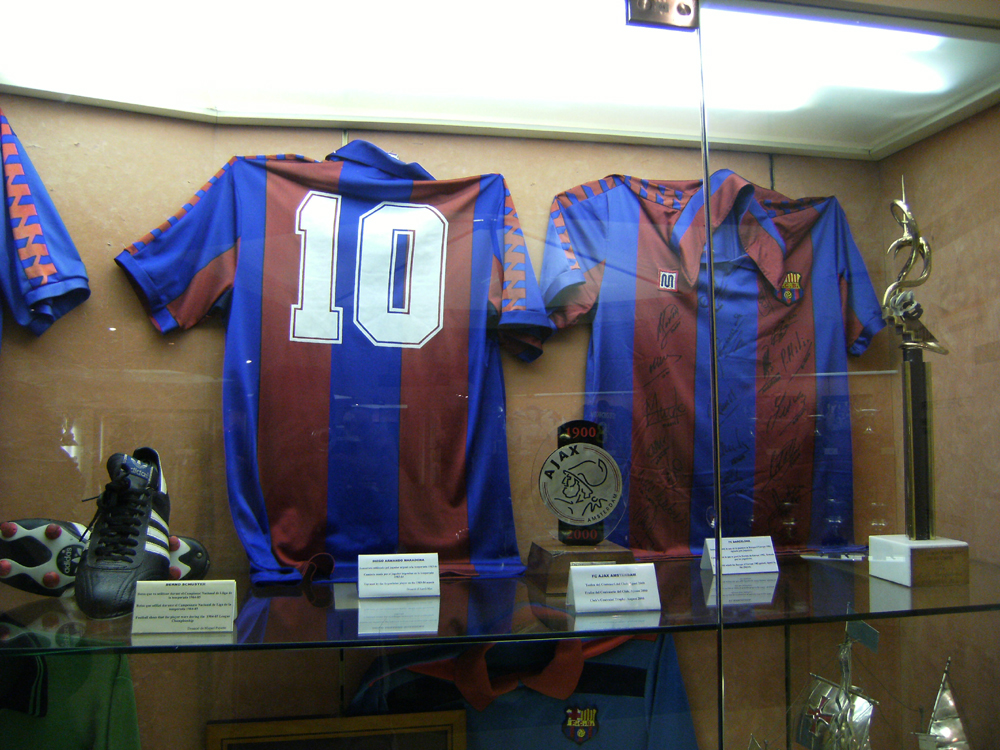
قميص مارادونا الذي لعب مع نادي برشلونة أوائل الثمانينيات
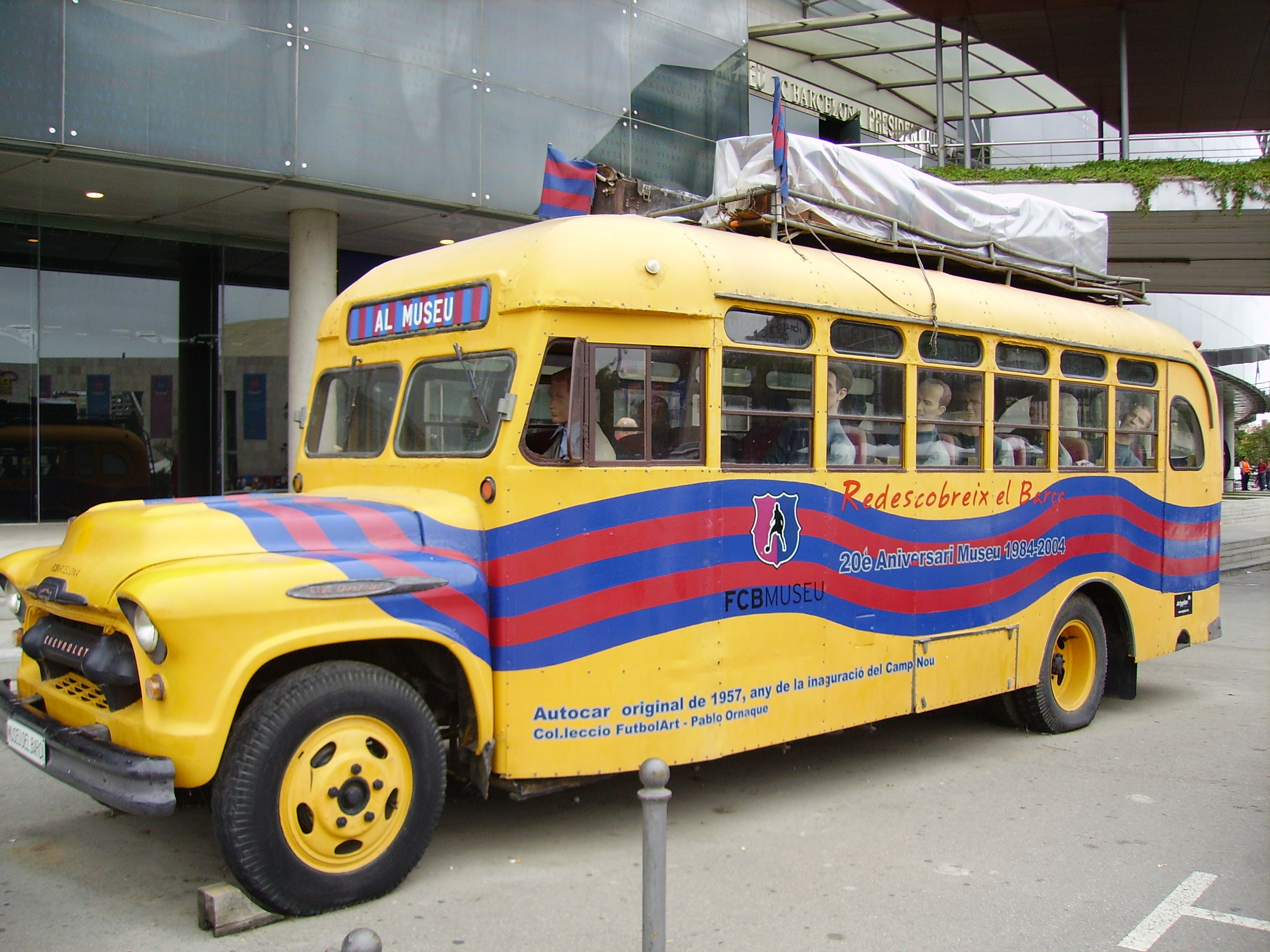
حافلة كان يستخدمها النادي أواسط القرن الماضي، معروضة بجوار المتحف